# Creepy Susie and 13 Other Tragic Tales for Troubled Children
Creepy Susie and 13 Other Tragic Tales for Troubled Children (La Siniestra Susie y otras historias para gente rara) es una colección de historias cortas ilustradas de Angus Oblong. Los protagonistas principalmente son niños y adolescentes, aunque una de las historias se centra en un perro. Varios de los personajes fueron posteriormente adaptados en la serie de televisión Los Oblongs. Contrario a lo que título pueda insinuar, el público al que va dirigido no es infantil, sino más bien jóvenes adultos, ya que contiene situaciones sexuales, canibalismo y asesinatos. El libro fue editado por Random House, Jobsite Productions, Mohawk Productions, Film Roman, & Warner Bros.

## Lista de historias
- "The Debbies"
- "Stupid Betsy"
- "Waldo & Bean"
- "Little Scooter"
- "Happy Happy Happy Happy Sammy"
- "Milo's Disorder"
- "Creepy Susie"
- "Emily Amputee"
- "Narcoleptic Scottie"
- "Sibling Rivalry…"
- "Rosie's Crazy Mother"
- "Jenny, Jenny, Jenny and Babette, the Siamese Quadruplets"
- "Dick and Muffy"
- "Mary Had a Little Chainsaw"

## The Oblongs
The Oblongs, una serie de televisión animada creada por Angus Oblong, está vagamente basada en muchos de los personajes de este libro. Milo del libro se convierte en Milo Oblong, el principal personaje de la serie; Creepy Susie y Helga ambas aparecen como sus amigas, mientras que las Debbies aparecen como las presuntas enemigas. Scottie en perro se vuelve la mascota de Milo. Muchos de los otros personajes, sin embargo, no aparecen en el programa. 

## Páginas externas
- Libros de Angus Oblong Archivado el 8 de marzo de 2009 en Wayback Machine. en su página personal
- Extracto de "The Debbies" en Randomhouse.com

- Datos: Q5183954